# Rhytidoponera borealis
Rhytidoponera borealis is een mierensoort uit de onderfamilie van de Ectatomminae. De wetenschappelijke naam van de soort is voor het eerst geldig gepubliceerd in 1918 door Crawley.